# Choctawer

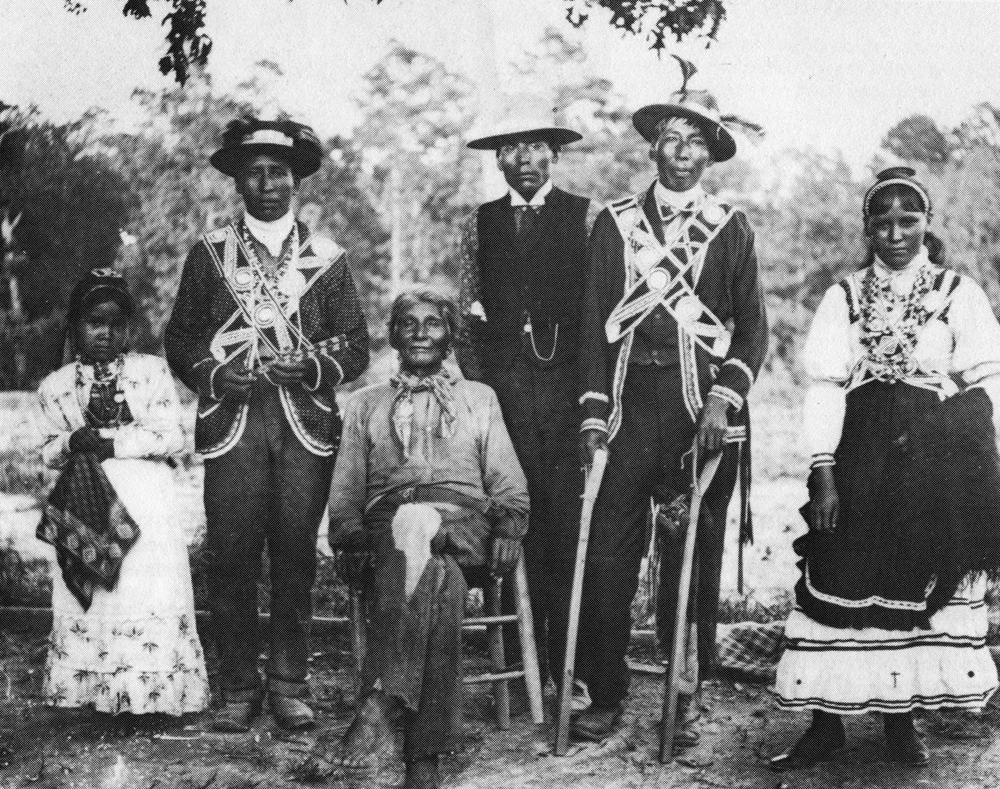
Choctawer i Mississippi, 1908

Choctawerna är ett indianfolk med sitt ursprungliga hemland i sydöstra USA (Mississippi, Alabama, och Louisiana). De är en av de fem civiliserade nationerna.
Från 1831 och framåt tvångsförflyttades många choctawer till Oklahoma. Under amerikanska inbördeskriget stred choctawerna på konfederationens sida. Under första världskriget arbetade en del choctawer för den amerikanska armén som kodtalare. Eftersom i princip inga icke-choctawer (än mindre tyskar) förstod choctaw så kunde kodtalarna obehindrat kommunicera med olika koder på choctaw, utan att fienden förstod vad som sades.
Idag återfinns de flesta choctawer i Oklahoma och i Mississippi. Choctawerna i Mississippi är ättlingar till choctawer som lyckades undgå tvångsförflyttning.

## Traditionellt liv
Choctawerna bodde ursprungligen i nuvarande centrala och södra Mississippi i byar där de överlevde genom att odla majs, bönor och squash som var deras viktigaste födokälla. De ägnade sig även åt jakt, fiske och samlande. Choctawerna använde sig av kanoter för fiske och transport. Choctawerna var en av de nordamerikanska stammarna som ägnade sig åt konstgjord skalldeformering genom att använda två träplattor för att klämma ihop och platta till huvudet på pojkbebisar. Till skillnad från andra sydöstliga indianfolk hade choctawmännen långt hår. Choctawerna anordnade sångtävlingar vid sammankomster mellan flera byar. Sångerna skrevs och hölls hemliga före framträdandet. Personer som försökte tjuvlyssna på sånger från andra byar innan tävlingarna kallades för ”sångtjuv”. De spelade även lacrosse med medicinmän som coachade lagen genom att utföra besvärjelser för att hjälpa sitt lag vinna.